# サン・フェリクス島
サン・フェリクス島（サン・フェリクスとう、スペイン語: Isla San Félix）とは、チリの沖合い太平洋にあるチリ領の乾燥した不毛の火山島で、島の近くにあるサン・アンブロシオ島とロス・デスベントゥラダス諸島を結成している。
長さ5Km、幅1.6Kmほどの島である。
1574年にスペインの航海者ファン・フェルナンデスによって発見された。